# Олівія Смоліга
Олівія Смоліга (англ. Olivia Smoliga, нар. 12 жовтня 1994, Іллінойс, США) — американська плавчиня, олімпійська чемпіонка 2016 року.

## Виступи на Олімпійських іграх
| Олімпіада | Дисципліна         | Місце |
| --------- | ------------------ | ----- |
| Ріо 2016  | 100 м на спині     | 6     |
| Ріо 2016  | 4×100 м комплексом | 1     |